# 莱米翁吉
莱米翁吉（1970年3月8日—），马来西亚从政者，为巫统党员。自2004年马来西亚大选以来代表国民阵线当选为沙巴丹南的国会议员。2018年马来西亚第十四届大选，他并没有获党委派上阵。2020年沙巴人民联盟州政府委任全数6名官委州议员，其中包括莱米翁吉。